# Melky Mesa
Melquisedec Mesa (nacido el 31 de enero de 1987 en Bajos de Haina) es un jardinero central dominicano de ligas menores que actualmente se encuentra en la organización de los Toronto Blue Jays.

## New York Yankees
El 2 de noviembre de 2010, Mesa fue agregado al roster de 40 jugadores de los Yankees.
El 22 de septiembre de 2012 debutó como corredor emergente ante los Oakland Athletics. En 3 partidos bateó de 2-1 (.500).
El 20 de julio de 2013 nuevamente fue subido a Grandes Ligas, jugó 5 partidos, bateó para promedio de.385 (13-5), conectó 2 dobles y remolcó 1 carrera.
El 1 de septiembre de 2013 fue dejado en libertad por los Yanquis.

## 2014
El 29 de diciembre de 2013 firma contrato de liga menor con los Kansas City Royals. El 26 de mayo de 2014 fue cambiado a los Toronto Blue Jays junto al lanzador P.J. Walters por dinero en efectivo, actualmente juega en la sucursal Triple-A de dicho equipo.

## LIDOM
Melky Mesa fue la 3.ª selección de Leones del Escogido del soteo de novatos de la LIDOM del año 2009-2010. Desde entonces ha sido campeón en las temporadas (2009-2010, 2011-2012, 2012-2013) con los Leones del Escogido.